# 布勞湖 (萊爾特)
52°23′19″N 9°56′52″E / 52.388487°N 9.947906°E

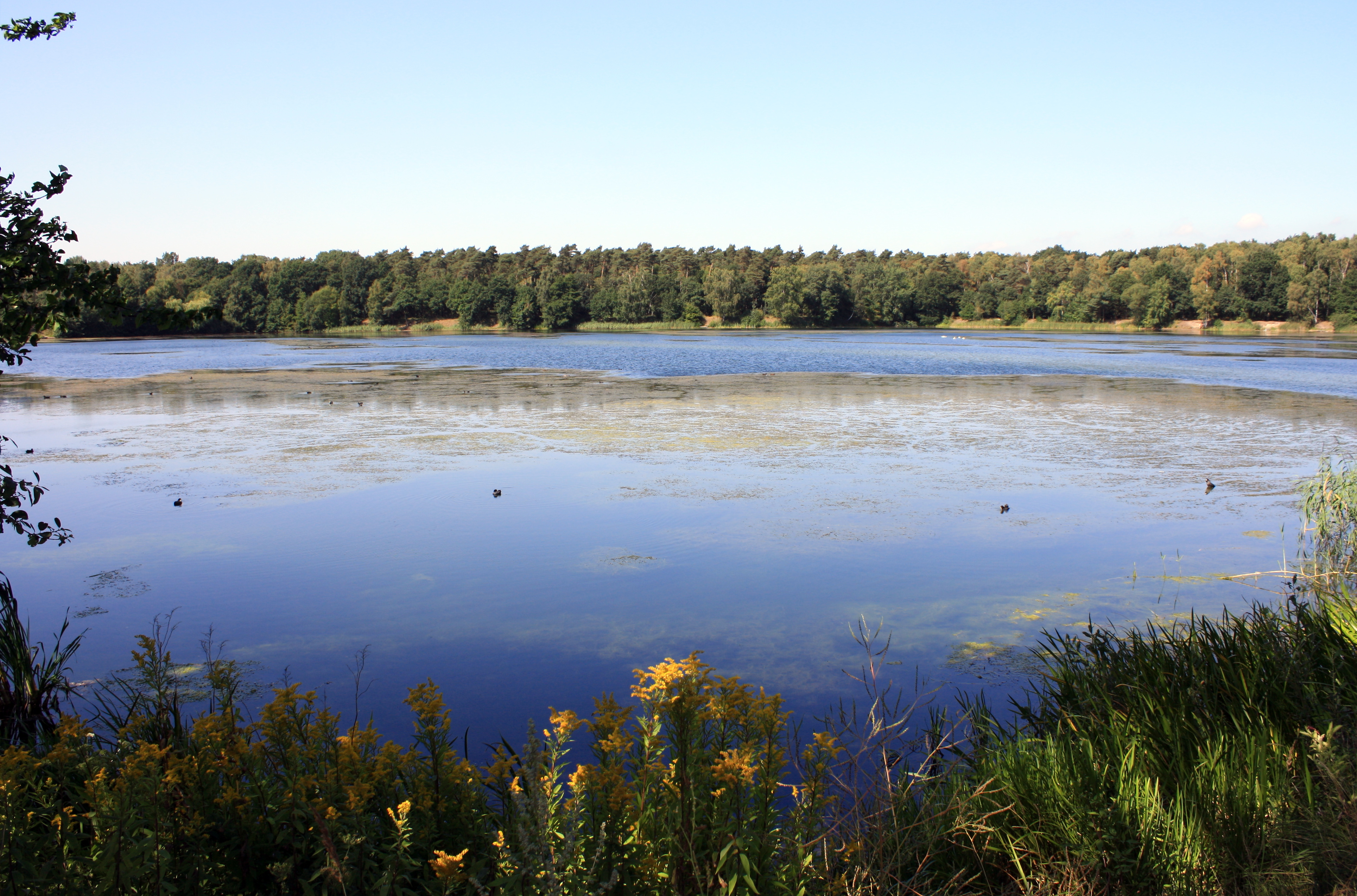

布勞湖（德語：Blauer See），是德國的湖泊，位於該國西北部，由下薩克森州負責管轄，處於萊爾特，長0.4公里、寬0.3公里，面積0.1平方公里，湖岸線長度1.3公里。